# Феурей (Констанца)
Феурей (рум. Făurei) — село у повіті Констанца в Румунії. Адміністративно підпорядковане місту Беняса.
Село розташоване на відстані 134 км на схід від Бухареста, 76 км на захід від Констанци.

## Населення
За даними перепису населення 2002 року у селі проживали 933 особи.
Національний склад населення села:
| Національність | Кількість осіб | Відсоток |
| -------------- | -------------- | -------- |
| турки          | 854            | 91,5%    |
| румуни         | 79             | 8,5%     |

Рідною мовою назвали:
| Мова      | Кількість осіб | Відсоток |
| --------- | -------------- | -------- |
| турецька  | 844            | 90,5%    |
| румунська | 89             | 9,5%     |